# Cyril Chavet
Pas d'image ? Cliquez ici

a Compétitions nationales et continentales officielles uniquement.

Dernière mise à jour le 31 janvier 2024.
Cyril Chavet, né le 9 décembre 1982, est un joueur de rugby à XV français qui évolue au poste de troisième ligne centre (1,95 m pour 110 kg).

## Biographie
Après être passé par le Stade dijonnais et le RC Chalon, Cyril Chavet rejoint le FC Auch en 2005,. Il est sacré champion de France de Pro D2 en 2007 avec ce club.
En 2007, il s'engage avec le SU Agen, qui vient d'être relégué en Pro D2. Avec ce club, il est à nouveau champion de France de seconde division en 2010. Après une saison 2010-2011 de Top 14 perturbée par des blessures au genou, il est contraint de mettre un terme à sa carrière à l'âge de 29 ans.

## Palmarès

### En club
- Champion de France de Pro D2 en 2007 avec le FC Auch
- Champion de France de Pro D2 en 2010 avec le SU Agen

### En équipe nationale
- Équipe de France Universitaire : 1 sélection en 2003 (Pays de Galles)
- Équipe de France Amateur